# U–865
Az U–865 tengeralattjárót a német haditengerészet rendelte a brémai AG Wessertől 1941. augusztus 25-én. A hajót 1943. október 25-én vették hadrendbe. Egy harci küldetése volt, amely mindössze két napig tartott, hajót nem süllyesztett el.

## Pályafutása
Az U–865 1944. szeptember 8-án Trondheimből futott ki egyetlen járőrútjára, kapitánya Dietrich Stellmacher volt. A búvárhajó a kanadai partok felé indult, másnap azonban eltűnt a Norvég-tengeren. Elképzelhető, hogy meghibásodott a légzőcsöve, mert korábban több küldetését is emiatt halasztották el.

## Kapitány
| Név                  | Kezdőnap          | Zárónap             |
| -------------------- | ----------------- | ------------------- |
| Dietrich Stellmacher | 1943. október 25. | 1944. szeptember 9. |

## Őrjárat
| Indulás   | Indulónap           | Érkezés | Zárónap             |
| --------- | ------------------- | ------- | ------------------- |
| Trondheim | 1944. szeptember 8. | *       | 1944. szeptember 9. |

* A tengeralattjáró nem érte el úti célját, elsüllyesztették